# Tetranycopsis matikashviliae
Tetranycopsis matikashviliae är en spindeldjursart som beskrevs av Reck 1953. Tetranycopsis matikashviliae ingår i släktet Tetranycopsis och familjen Tetranychidae. Inga underarter finns listade i Catalogue of Life.